# Divize E 1991/1992
V soubojích 1. ročníku Moravskoslezské divize E 1991/92 (jedna ze skupin 4. fotbalové ligy) se utkalo 16 týmů každý s každým dvoukolovým systémem podzim–jaro. Tento ročník začal v srpnu 1991 a skončil v červnu 1992. Divize E pro moravská a slezská mužstva vznikla vyčleněním z Divize D po skončení soutěžního ročníku 1990/91.

## Nové týmy v sezoně 1991/92
- Ze III. ligy – sk. B 1990/91 nesestoupilo do Divize E žádné mužstvo.
- Z Divize D 1990/91 přešlo 6 mužstev (6.–11. místo v ročníku 1990/91): TJ Spartak PS Přerov, TJ Baník 1. máj Karviná, TJ Slavia Orlová-Lutyně, TJ Nový Jičín, FC NH Ostrava, SK Prostějov.
- Z Jihomoravského krajského přeboru 1990/91 postoupila vzhledem ke spádovosti mužstva VTJ Kroměříž (4. místo) a TJ Slavia Agro Kroměříž (5. místo).[1]
- Ze Severomoravského krajského přeboru 1990/91 postoupilo nejlepších 8 mužstev (v abecedním pořadí): TJ Bystřice nad Olší, TJ Slezan Frýdek-Místek, TJ Ferrum Frýdlant nad Ostravicí,[2] TJ Důl František Horní Suchá, TJ Náměšť na Hané, TJ Polanka nad Odrou, TJ Valašské Meziříčí, TJ Biocel Vratimov.

## Konečná tabulka
Zdroj: 
| Poř. | Tým                                  | Z  | V  | R  | P  | VG | OG | B  |
| ---- | ------------------------------------ | -- | -- | -- | -- | -- | -- | -- |
| 1.   | TJ Baník 1. máj Karviná              | 30 | 22 | 3  | 5  | 66 | 24 | 47 |
| 2.   | SK Prostějov                         | 30 | 15 | 5  | 10 | 63 | 45 | 35 |
| 3.   | TJ Slavia Orlová-Lutyně              | 30 | 14 | 5  | 11 | 52 | 43 | 33 |
| 4.   | TJ Spartak PS Přerov                 | 30 | 10 | 11 | 9  | 35 | 29 | 31 |
| 5.   | SK Hanácká Slavia Kroměříž (N)       | 30 | 11 | 9  | 10 | 41 | 44 | 31 |
| 6.   | TJ Slezan Frýdek-Místek (N)          | 30 | 11 | 8  | 11 | 38 | 40 | 30 |
| 7.   | TJ Valašské Meziříčí (N)             | 30 | 11 | 8  | 11 | 52 | 61 | 30 |
| 8.   | VTJ Kroměříž (N)                     | 30 | 11 | 7  | 12 | 40 | 40 | 29 |
| 9.   | TJ Bystřice nad Olší (N)             | 30 | 10 | 9  | 11 | 40 | 46 | 29 |
| 10.  | TJ Nový Jičín                        | 30 | 9  | 11 | 10 | 49 | 57 | 29 |
| 11.  | TJ Biocel Vratimov (N)               | 30 | 12 | 5  | 13 | 52 | 67 | 29 |
| 12.  | FC NH Ostrava (N)                    | 30 | 9  | 9  | 12 | 39 | 41 | 27 |
| 13.  | TJ Důl František Horní Suchá (N)     | 30 | 8  | 11 | 11 | 35 | 38 | 27 |
| 14.  | TJ Ferrum Frýdlant nad Ostravicí (N) | 30 | 10 | 6  | 14 | 41 | 45 | 26 |
| 15.  | TJ Náměšť na Hané (N)                | 30 | 7  | 11 | 12 | 31 | 44 | 25 |
| 16.  | TJ Polanka nad Odrou (N)             | 30 | 9  | 4  | 17 | 44 | 54 | 22 |

Poznámky:
- Z = Odehrané zápasy; V = Vítězství; R = Remízy; P = Prohry; VG = Vstřelené góly; OG = Obdržené góly; B = Body; (S) = Mužstvo sestoupivší z vyšší soutěže; (N) = Mužstvo postoupivší z nižší soutěže (nováček)
- TJ Sigma Lutín koupila divizní licenci na ročník 1992/93 od Náměště na Hané.[4]
- V případě bodové shody rozhodoval o umístění rozdíl skóre.

|  | Postup do MSFL 1992/93                            |
|  | Přechod do Divize D 1992/93                       |
|  | Sestup do Slezského župního přeboru 1992/93       |
|  | Sestup do I. A třídy Hanácké župy – sk. A 1992/93 |